# Alta
Alta egy település Norvégiában, Finnmark megyében. Alta község székhelye. Nevét az Altafjord nevű fjordról kapta.
Alta a legészakabbra fekvő olyan város, amelynek lakossága meghaladja a tízezer főt. A szintén norvég Hammerfest lakossága az elővárosokkal együtt ugyan meghaladja a 10 ezer főt, de még így sem éri el a 15 ezret, így Alta mindenképpen magának mondhatja, hogy ezen kategóriában az első helyen áll.
2000-ben nyerte el a városi rangot, amikor Bossekop, Bukta, Elvebakken, Midtbakken és Sentrum részekkel egyesítették.
| Év   | Alta város lakossága | Alta község területének lakossága |
| 2000 | 11496                | 16837                             |
| 2006 | 12530                | 17889                             |
| 2013 | 14272                | 19646                             |
| 2020 | 15484                | 20789                             |
| 2024 | 16269                | 21708                             |

## Gazdasága, létesítmények
A település iparának nagy része a városban és környékére összpontosul. Megtalálható betontermékgyár, több fatermékgyár és fűrészüzem, tejüzem, kereskedelmi kertészet és tengeri szolgáltatásokat nyújtó cégek is működnek. 
A városban minden szinten vannak iskolák, oktatási intézmények. A Tromsø-i központtal rendelkező egyetem, az UiT The Arctic University egyik campusa Alta városában található.
Az új városközpontot az 1980-as évek elején, az akkori modern építészeti sítlusban adták át.  Azóta viszont sokat változott a város, főleg a 2000-es évektől bekövetkezett népességi növekedésnek is köszönhetően mind a központi részén, mint a külterületekben számos új fejlesztés valósult meg, lakóházak, irodaépületek kerültek felépítésre. 
A belvárosi részen sétálóutcát alakítottak ki. A sétálóutca mellett van az Aurora kino, ami a megye legnagyobb mozija, a könyvtárnak is otthont adó épületben található.
Az Északi fény katedrálist 2013. február 10-én szentelték fel. A sportlétesítmények közül a Finnmarkshallen egy 1996-ban készült többcélú csarnok. A Északi fény katedrális közelében található a Nordlysbadet, ami egy uszoda, benne van még úszómedence, aktivitási medence, vízicsúszda, trambulin és pezsgőfürdő. 
A városközpontban több nagyméretű, négycsillagos szálloda is megtalálható. 
Altában több bevásárlóközpont is van, így a Parksenteret és AMFI Alta. Az AMFI Alta Finnmark legnagyobb bevásárlóközpontja 80 üzlettel és éttermekkel. Az új 22000 m2-es területű Handelsparken Alta 2023-ban készült el.

## Története
Alta első ismert írásos említése 1520-ból származik. A fjord körüli területet akkoriban a számi népcsoport lakta. Vadászatból, halászatból és állattenyésztésből éltek. A terület az 1613-as knäredi szerződéssel hivatalosan is Dánia és Norvégia része lett. Oroszország és Svédország a szerződés előtt igényt tartott a területre. A 19. század elején mintegy 2000 ember élt a területen. Többségük számi volt, de sok kven és norvég is élt itt. A 19. században kezdődött meg a bányászat a területen. A fő bányásztelepülés Kåfjordban volt, a mai Alta településtől nyugatra. A második világháborúban, 1944-ben a németek felgyújtották a falut. Az egyetlen megmaradt épület a templom volt. Az 1945-ben hazatérő menekülteknek sátrakban kellett élniük, az újjáépítés csak ezután kezdődött el.

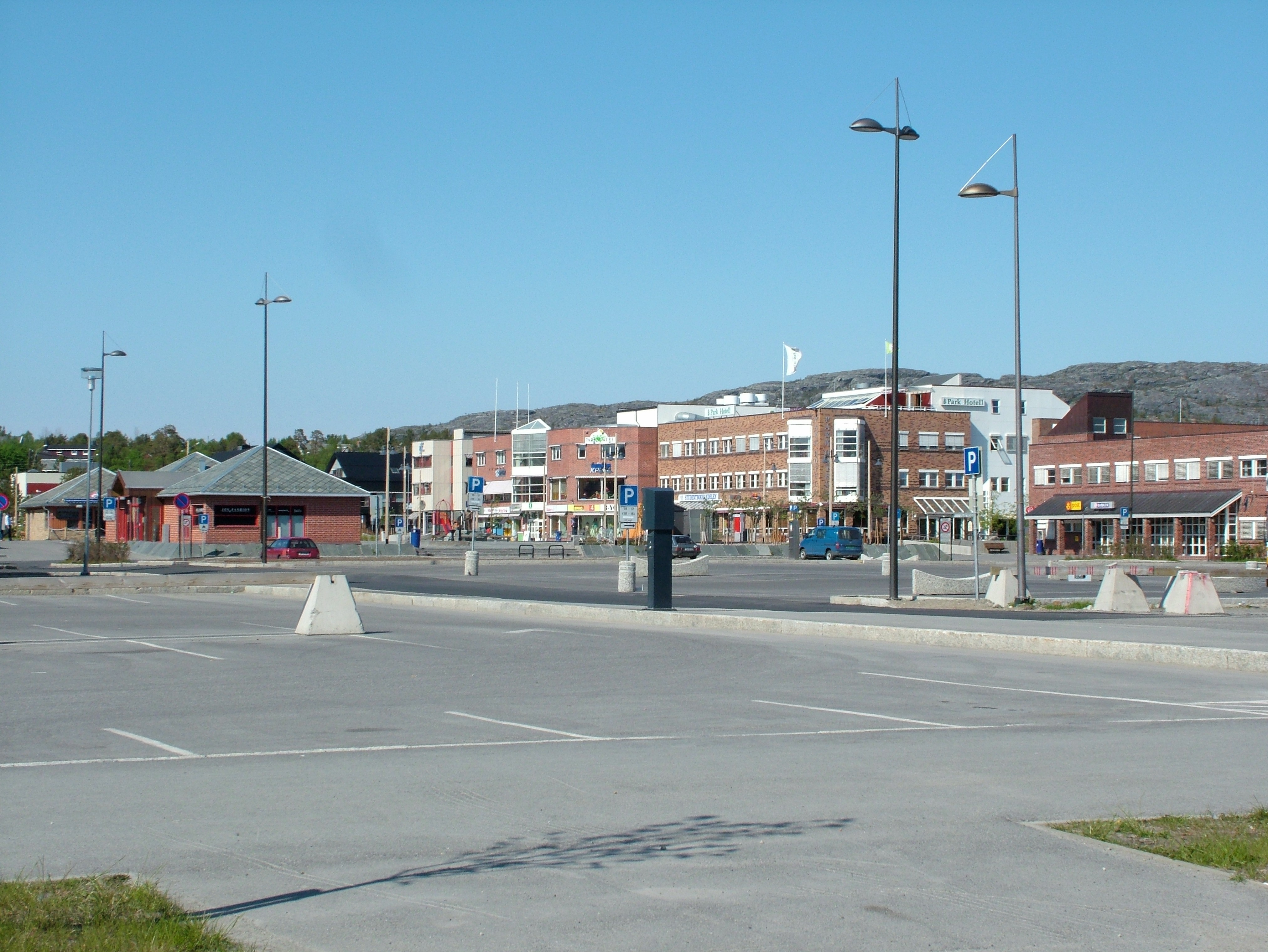
Központi rész (2005)
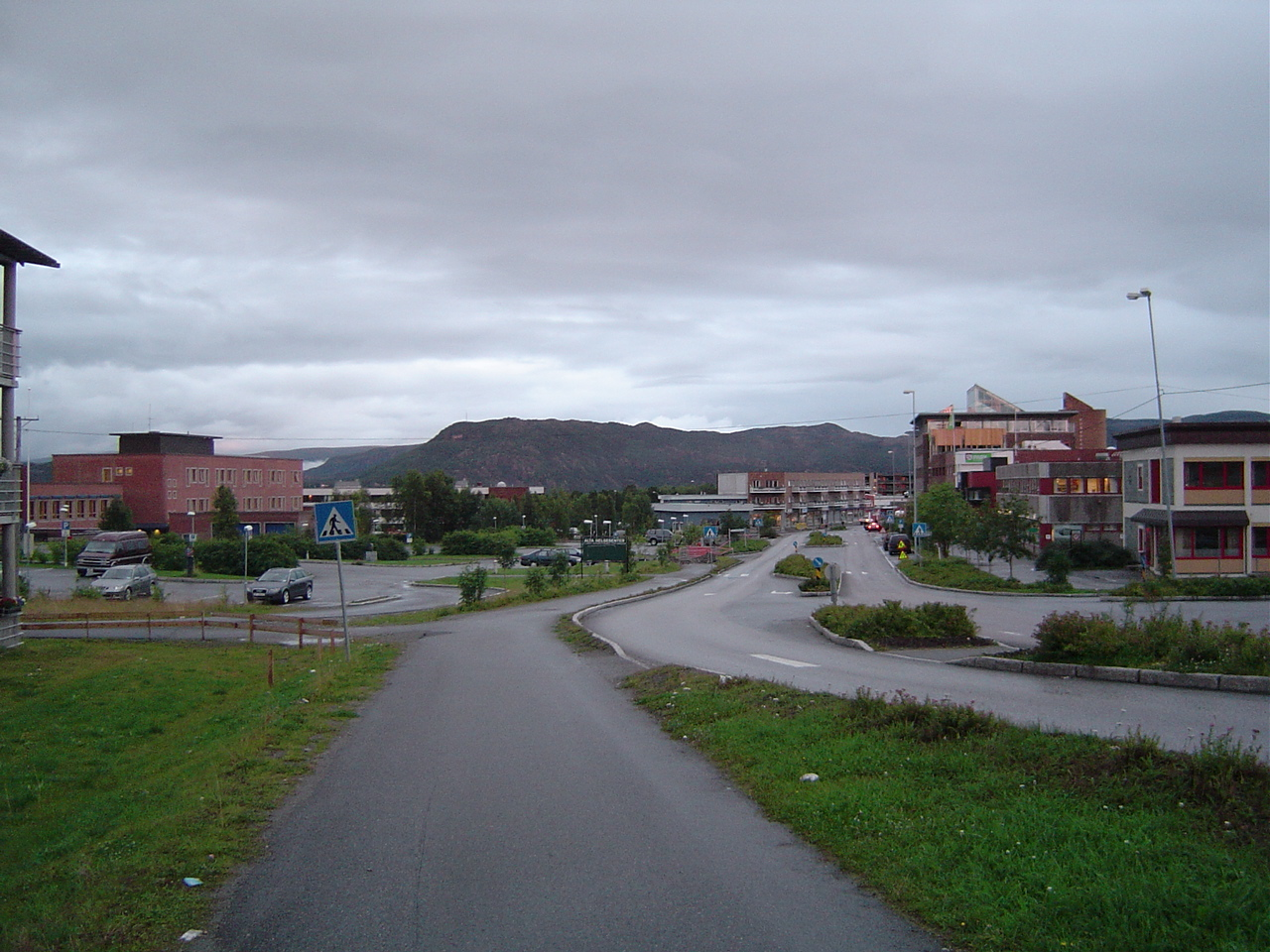
Központi rész (2007)
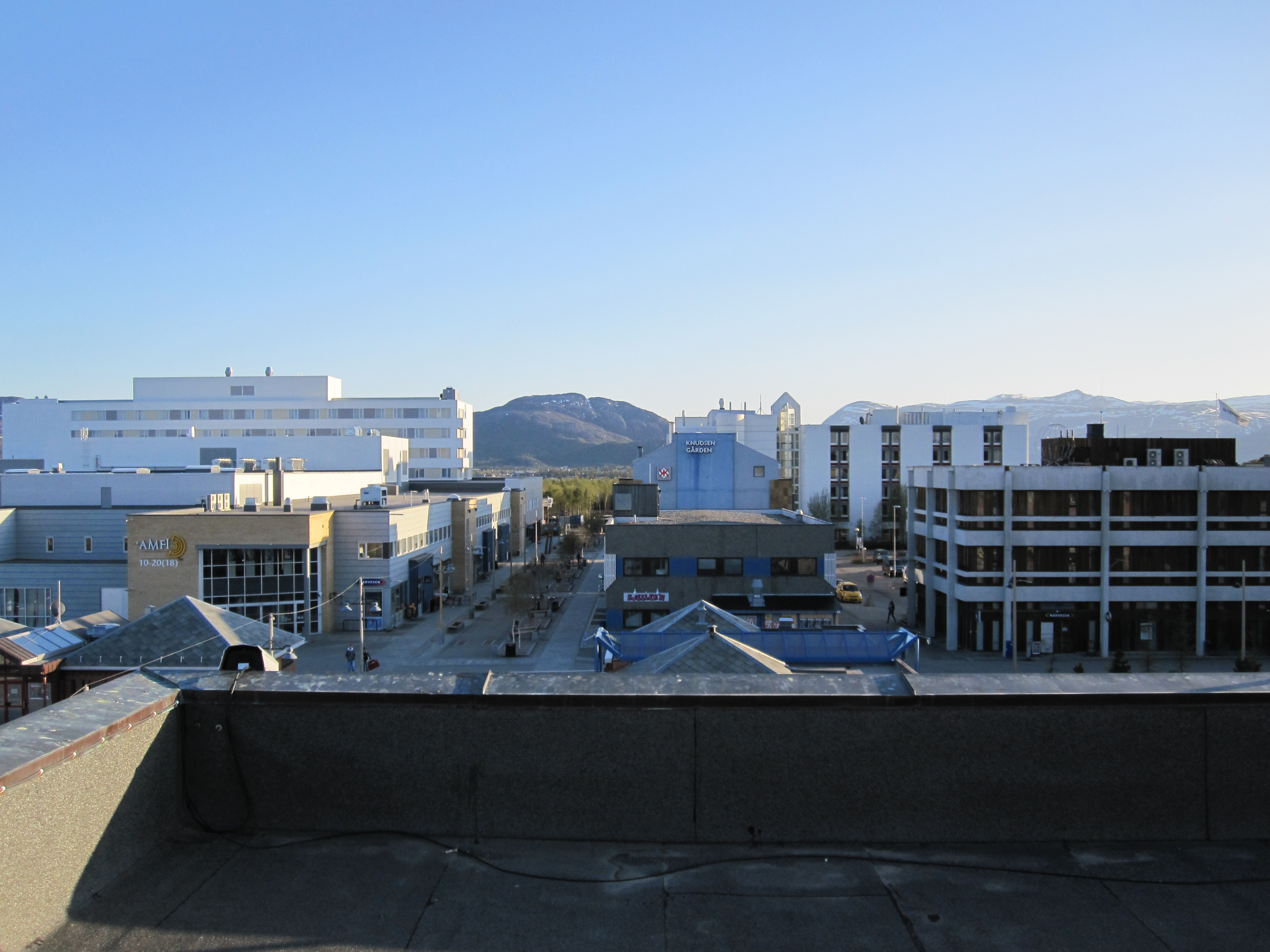
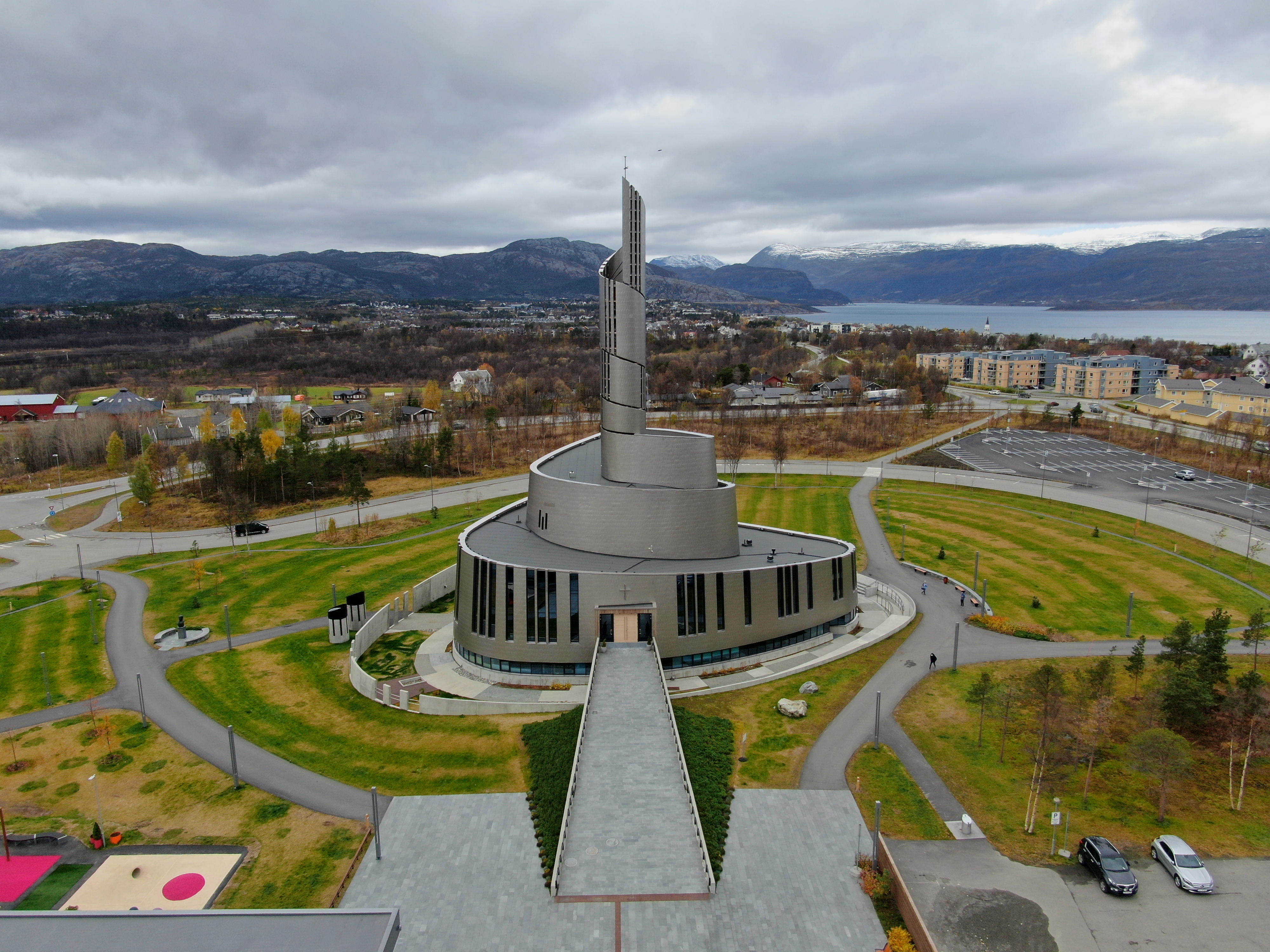
Templom
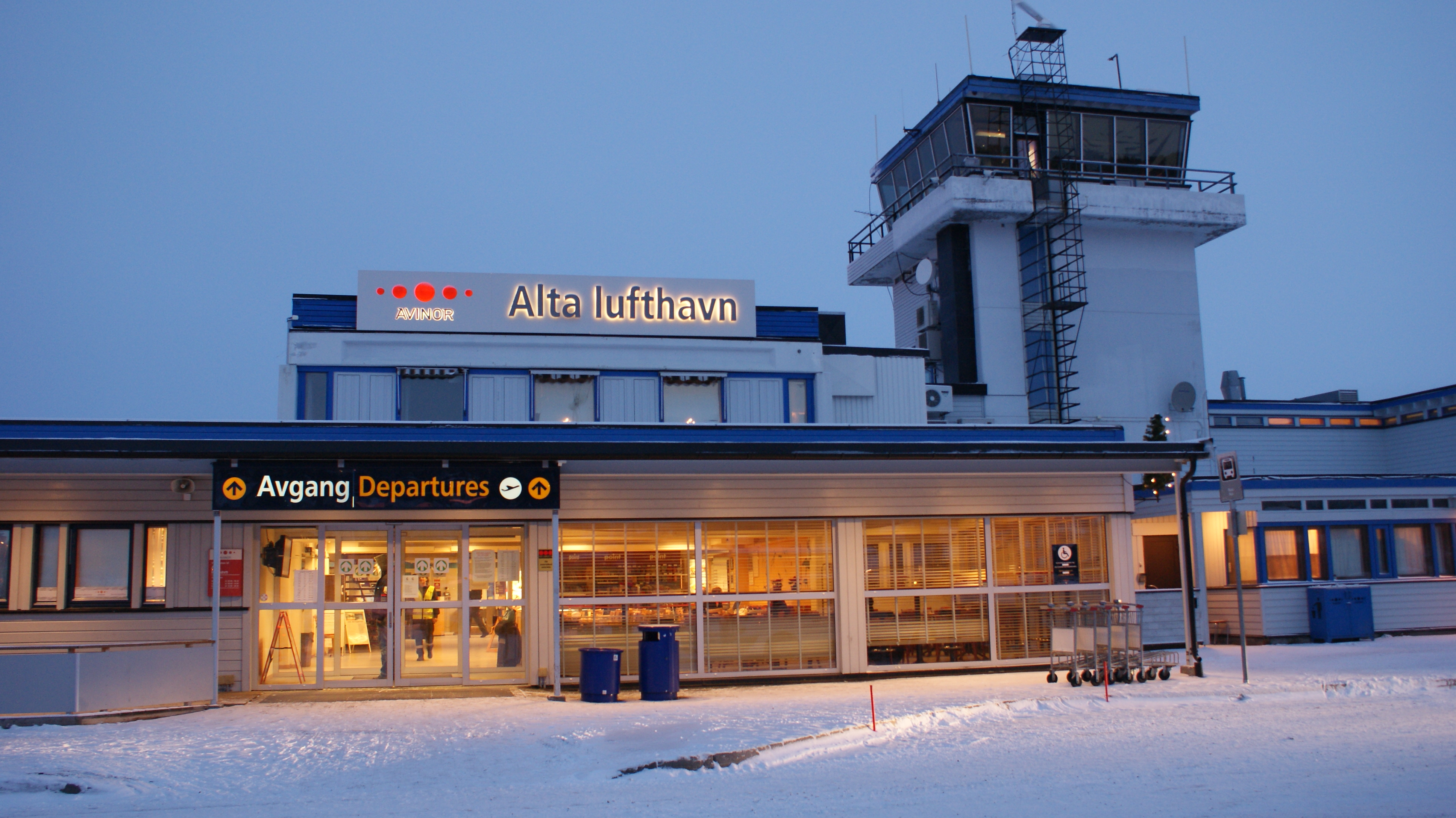
Repülőtér

## Közlekedés
Alta repülőtere a város mellett található. Az északi elhelyezkedésű megye kisebb településeire induló járatokon túl napi szinten vannak járatok Oslo és Tromsø repülőtereire is.  A város közúton is elérhető, az E45 számú főút északi kiinduló pontja, illetve az E6 számú főút is áthalad a városon. Oslotól légvonalban 1258 km-re, míg autóúton mért távolság tekintetében 1766 km-re fekszik. 

## Földrajz
Alta a megye nyugati részén helyezkedik el az Altafjord mellett. Az Altaelva folyó Európa egyik legnagyobb szurdokját vájta ki a térségben. A megye lakói közül legtöbben Alta városban élnek, és bár a hideg viszonyok miatt gyér a lakossága, a Golf-áramlat melegítő hatása megkönnyíti a halászok életét.
| Hónap                         | Jan. | Feb. | Már. | Ápr. | Máj. | Jún. | Júl. | Aug. | Szep. | Okt. | Nov. | Dec. | Év  |
| ----------------------------- | ---- | ---- | ---- | ---- | ---- | ---- | ---- | ---- | ----- | ---- | ---- | ---- | --- |
| Átlagos max. hőmérséklet (°C) | −4,0 | −5,0 | −2,0 | 3,0  | 8,0  | 13,0 | 17,0 | 15,0 | 10,0  | 5,0  | 0,0  | −3,0 | 4,8 |
| Átlagos min. hőmérséklet (°C) | −9,0 | −9,0 | −7,0 | −2,0 | 4,0  | 9,0  | 12,0 | 11,0 | 6,0   | 1,0  | −4,0 | −7,0 | 0,5 |
| Átl. csapadékmennyiség (mm)   | 32   | 26   | 25   | 20   | 22   | 34   | 54   | 47   | 43    | 42   | 37   | 38   | 420 |
| Forrás: storm.no              |      |      |      |      |      |      |      |      |       |      |      |      |     |

## Turizmus
Legismertebb turisztikai látványosságai a világörökség részét képező ősi sziklarajzok. 

## Testvérvárosok
- Apatity,  Oroszország[15]
- Boden,  Svédország[15]
- Oulu,  Finnország[15]